# Rose Hills
Rose Hills statisztikai település az USA Kalifornia államában. Lakosainak száma 2927 fő (2020. április 1.).

## Népesség
A település népességének változása:

| 2010 | 2 803 |
| 2020 | 2 927 |